# The Veldt
«The Veldt» — песня канадского продюсера deadmau5 при участии вокалиста Криса Джеймса. Песня была выпущена 8 мая 2012 года и позже была включена в альбом Album Title Goes Here в качестве сингла. В основу песни лёг рассказ «Вельд» (англ. «The Veldt») американского писателя Рэя Брэдбери, которым был вдохновлён музыкант.
Rolling Stone ставит песню на 48 место в списке 50 лучших песен 2012 года. Billboard ставит песню на 7 позицию в списке 20 лучших песен Дедмауса.

## Создание
Инструментальная версия песни была создана Дедмаусом во время 22-часового стрима 17—18 марта 2012 года и выложена на SoundCloud. На следующий день малоизвестный музыкант Крис Джеймс написал текст для песни, основанный на рассказе Рэя Брэдбери, и написал продюсеру в Твиттере. Дедмаус был впечатлён работой вокалиста, отметив, что тот «добротно выполнил своё домашнее задание» и создал текст, по настроению и тематике полностью соответствующий его идее. Продюсер связался с Крисом, и вместе они доработали песню с использованием написанного текста.

## Выпуск
20 апреля 2012 года Циммерман выложил на своём Youtube-канале 8-минутную версию песни, использовавшую вокал Криса Джеймса.
После выпуска трека было объявлено о подготовке к выпуску The Veldt EP, содержащего несколько ремиксов на «The Veldt», а также совместной песни deadmau5 и Cypress Hill «Failbait». Первым был выложен ремикс от Tommy Trash, а сам альбом должен был выйти 24 июня 2012 года, но появился на iTunes на день раньше. Позже обе песни были включены в альбом Album Title Goes Here.
Песня была использована канадским политиком Джастином Трюдо в ходе его предвыборных кампаний.

## Клип
Анимационный клип на песню был снят британской продюсерской компанией Qudos Animations и Манроопом Тахаром. Как и сама песня, клип основывается на рассказе «Вельд».
Клип начинается с того, что двое детей, брат и сестра, заходят в вельд, созданный их детской комнатой. Они видят диких зверей, поедающих кровавые останки, и решают забраться на небольшую горку. Когда мальчик забирается на гору, он видит, что его сестра стоит на краю обрыва, и со злобной ухмылкой сталкивает её и спрыгивает с горы. После того, как дети спустились на землю, они берутся за руки и уходят из вельда. На фоне львы доедают остатки людей, от которых остались только разбитые очки и река крови.
Поскольку Рэй Брэдбери не дожил до релиза клипа (он умер 5 июня 2012 года), видео стало трибьютом к его творчеству.

## Список композиций
| №                   | Название                        | Длительность |
| ------------------- | ------------------------------- | ------------ |
| 1.                  | «The Veldt» (радио версия)      | 2:50         |
| 2.                  | «The Veldt» (8-минутная версия) | 8:39         |
| Общая длительность: | Общая длительность:             | 11:29        |

| №                   | Название                                                     | Длительность |
| ------------------- | ------------------------------------------------------------ | ------------ |
| 1.                  | «The Veldt» (feat. Крис Джеймс; оригинальная версия)         | 11:34        |
| 2.                  | «Failbait» (feat. Cypress Hill; оригинальная версия)         | 4:49         |
| 3.                  | «The Veldt» (feat. Крис Джеймс; ремикс Freeform Five)        | 3:11         |
| 4.                  | «The Veldt» (feat. Крис Джеймс; короткая версия Tommy Trash) | 6:52         |
| Общая длительность: | Общая длительность:                                          | 26:26        |

## Чарты и сертификации
| Чарт (2012)                                | Высшая позиция |
| ------------------------------------------ | -------------- |
| Бельгия/Фландрия (Ultratip Bubbling Under) | 35             |
| Бельгия/Валлония (Ultratip Bubbling Under) | 19             |
| Канада (Billboard Canadian Hot 100)        | 24             |
| Франция (SNEP)                             | 149            |
| Ирландия (IRMA)                            | 31             |
| Нидерланды (Single Top 100)                | 63             |
| Швейцария (Schweizer Hitparade)            | 68             |
| Великобритания (OCC UK Dance)              | 16             |
| Великобритания (OCC UK Singles)            | 68             |
| Hot Dance Club Songs (Billboard)           | 43             |
| Dance/Electronic Digital Songs (Billboard) | 11             |

| Канада (Music Canada)                               | платиновый | 80 000* |
| * данные о продажах основаны только на сертификации |            |         |